# Bergs voetbalkampioenschap 1908/09
In 1908/09 werd het derde Bergs voetbalkampioenschap gespeeld, dat georganiseerd werd door de West-Duitse voetbalbond. 
BV Solingen 98 werd kampioen en plaatste zich voor de West-Duitse eindronde. De club verloor in de eerste ronde van FC 1894 München-Gladbach met 8:1.

## A-Klasse
| Plaats | Club               | Wed. | W | G | V | Saldo | Ptn. |
| ------ | ------------------ | ---- | - | - | - | ----- | ---- |
| 1.     | BV Solingen 98     | 10   | 8 | 1 | 1 | 38:16 | 17:3 |
| 2.     | SSV 1904 Elberfeld | 10   | 6 | 2 | 2 | 25:14 | 14:6 |
| 3.     | BV Barmen          | 9    | 5 | 1 | 3 | 24:23 | 11:7 |
| 4.     | FC Solingen 95     | 10   | 3 | 1 | 6 | 22:24 | 7:13 |
| 5.     | FC Velbert 1902    | 10   | 3 | 0 | 7 | 19:31 | 6:14 |
| 6.     | BC Gräfrath 03     | 9    | 1 | 1 | 7 | 15:35 | 3:15 |

|  | Kampioen, geplaatst voor de eindronde |
|  | Degradatie                            |

## B-Klasse

### Groep Oost
| Plaats | Club                        | Wed. | W | G | V | Saldo | Ptn.  |
| ------ | --------------------------- | ---- | - | - | - | ----- | ----- |
| 1.     | Cronenberger SC 02          | 8    |   |   |   | 26:14 | 13:03 |
| 2.     | SSV Barmen                  | 8    |   |   |   | 23:14 | 11:05 |
| 3.     | BV Germania 1910 Küllenhahn | 8    |   |   |   | 17:16 | 09:07 |
| 4.     | Remscheider FC 1906         | 8    |   |   |   | 10:20 | 05:11 |
| 5.     | FC Barmen                   | 8    |   |   |   | 09:21 | 02:14 |

|  | Geplaatst voor de finale                         |
|  | Trok zich na dit seizoen terug uit de competitie |

### Groep West
| Plaats | Club                    | Wed. | W | G | V | Saldo | Ptn.  |
| ------ | ----------------------- | ---- | - | - | - | ----- | ----- |
| 1.     | FC Germania 1905 Hilden | 6    |   |   |   | 21:09 | 09:03 |
| 2.     | BV Schlagbaum           | 6    |   |   |   | 17:16 | 08:04 |
| 3.     | SC Solingen             | 6    |   |   |   | 15:12 | 06:06 |
| 4.     | BV Wald 1903            | 6    |   |   |   | 05:21 | 01:11 |

|  | Geplaatst voor de finale                         |
|  | Trok zich na dit seizoen terug uit de competitie |

### Finale
De winnaar promoveerde.
|  |                         |       |                    |  |
|  | FC Germania 1905 Hilden | 3 – 1 | Cronenberger SC 02 |  |
|  |                         |       |                    |  |